# Alexandre Titel
Alexandre Borissovitch Titel (Алекса́ндр Бори́сович (Бору́хович) Тите́ль), né le 30 novembre 1949 à Tachkent (URSS), est un metteur en scène d'opéra soviétique et russe, pédagogue et professeur. Il est directeur artistique et metteur en scène principal de la troupe d'opéra du théâtre musical Staniskavski-et-Nemirovitch-Dantchenko de Moscou. Il a reçu la distinction d'artiste du peuple de la fédération de Russie en 1999. Il est lauréat du prix d'État d'URSS et est quatre fois lauréat du prix du Masque d'or (1997, 2007, 2010, 2016).

## Biographie
Alexandre Titel naît en 1949 à Tachkent. Il étudie le violon dans une école de musique, puis est diplômé d'une école secondaire de mathématiques avec une médaille d'or. Il entre à la faculté énergétique de l'Institut polytechnique de Tachkent, dont il est diplômé en 1972 avec la spécialité d'ingénieur en électromécanique.
En 1980, il est diplômé du GITIS. Il a pour maître en jeu d'acteur et mise en scène Lev Mikhaïlov. Après le GITIS, il est invité à travailler au Théâtre d'opéra et de ballet de Sverdlovsk, devenant bientôt son metteur en scène principal jusqu'en 1991. En 1991, il est directeur artistique et metteur en scène principal de la troupe d'opéra du Théâtre académique musical de Moscou.
Avec l'artiste du peuple de Russie Igor Iassoulovitch, il dirige leur propre atelier sur le jeu et la mise en scène à la Faculté de théâtre musical du GITIS. Les performances interprétées par Titel et Iassoulovitch avec des diplômés de la Faculté de théâtre musical: Les Noces de Figaro, La Flûte enchantée  de Mozart, Albert Herring de Benjamin Britten sont inclus dans le répertoire du Théâtre académique musical de Moscou en 1996-1998, 2002 et 2011-2015.
Il est lauréat de nombreux prix. Ses spectacles sont présentés dans plusieurs festivals internationaux, comme Édimbourg, Cassel, Riga, Éphèse, Aspendos, Saarema, etc.

### Famille
Il est marié et père d'un fils.

## Mises en scène
Théâtre musical de Moscou
- Rouslan et Ludmila de Glinka, (1993)
- Ernani de Verdi, (1994)
- La bohème de Puccini, (1996)
- Le Conte du tsar Saltan de Rimski-Korsakov, (1997)
- Carmen de Bizet, (1999)
- Les Fiançailles au couvent de Prokofiev, (2000, nouvelle réd. 2017)
- La Chauve-souris de Johann Strauss (en coll. avec Igor Iassoulovitch, 2001)
- Le Coq d'or de Rimski-Korsakov, (2003)
- Cosi fan tutte de Mozart, (2006)
- La traviata de Verdi, (2006)
- Eugène Onéguine de Tchaïkovski, (2007)
- Soirée de l'opérette classique (Un jour sur la Côte d'Azur), (2008)
- Hamlet (danois) de Kobekine, (2008)
- La Nuit de mai de Rimski-Korsakov, (2008)
- Le Barbier de Séville de Rossini, (2010)
- Les Contes d'Hoffmann d'Offenbach, (2011)
- Guerre et Paix de Prokofiev, (2012)
- Don Giovanni de Mozart, (2014)[4]
- Medea de Cherubini, (2015)
- La Khovanchtchina de Moussorgski, (2015)
- L'Amour des trois oranges de Prokofiev (nouvelle mise en scène pour l'Opéra national de Lettonie, 2016)
- La Dame de pique de Tchaïkovski, (2016)
- Jenůfa de Janacek, (2018)
- Le Diable amoureux de Voustine, (2019)
- Soirée d'hiver à Chamonix («Зимний вечер в Шамони») (opérettes, 2019)
- Der Freischütz de Weber, (2020)
- Robinson Crusoé d'Offenbach, (2022)

Théâtre Bolchoï
- La Nuit de Noël de Rimski-Korsakov
- Le Joueur de Prokofiev
- L'Enchanteresse de Tchaïkovski, (2012)
- La Demoiselle des neiges de Rimski-Korsakov, (2017)

Opéras dans d'autres théâtres
- L'Arpenteur («Холстомер») de Kobekine (Théâtre d'opéra et de ballet d'Ekaterinbourg) d'après la nouvelle de Tolstoï, Le Cheval
- Boris Godounov de Moussorgski (Théâtre d'opéra et de ballet d'Ekaterinbourg, 2012)[5]
- Katerina Izmaïlova, opéra basé sur Lady Macbeth du district de Mtsensk de Chostakovitch
- Le Prophète de Kobekine (Théâtre d'opéra et de ballet de Sverdlovsk, 1984, prix d'État d'URSS)
- Antigone de Vassili Lobanov
- Le Barbier de Séville de Rossini
- La traviata de Verdi
- Nabucco de Verdi (Éphèse, Turquie)
- Cavalleria rusticana de Mascagni (Éphèse, Turquie)
- Paillasse de Leoncavallo (Éphèse, Turquie)
- Les Noces de Figaro de Mozart (Éphèse, Turquie)
- La bohème de Puccini (Éphèse, Turquie)
- Les Contes d'Hoffmann d'Offenbach (Théâtre d'opéra et de ballet de Sverdlovsk)
- La Dame de pique de Tchaïkovski (Théâtre d'opéra et de ballet d'Odessa)
- L'Amour des trois oranges de Prokofiev (Opéra national de Lettonie)
- Carmen de Bizet (Théâtre d'opéra et de ballet d'Ekaterinbourg)
- La bohème de Puccini (Théâtre Bolchoï de la république de Biélorussie)

Il a mis en scène au total plus de 50 opéras en Russie et à l'étranger.

## Distinctions
- Artiste du peuple de la fédération de Russie (1999)
- Artiste émérite de la RSFSR (1991)
- Ordre du Mérite pour la Patrie de IVe classe (29 avril 2019): « pour une grande contribution au développement de la culture nationale et de l'art, de nombreuses années d'activité fructueuse »[6].
- Ordre de l'Honneur (8 février 2011)[7]
- Prix d'État de l'URSS (1987): pour la mise en scène de l'opéra Le Prophète de V. Kobekine au Théâtre d'opéra et de ballet de Sverdlovsk
- Prix de Moscou (2016) pour la mise en scène de l'opéra La Khovanchtchina de Moussorgski au МАМТ
- Prix théâtral du Masque d'or 1997 (La bohème), 2007 (Cosi fan tutte), 2010 (Hamlet danois[8]),
- Meilleur metteur en scène et régisseur au concours et festival Bravo ! d'Ekaterinbourg (2012) pour Boris Godounov au théâtre d'opéra et de ballet d'Ekaterinbourg
- Prix théâtral du Masque d'or 2016 pour l'opéra Medea de Cherubini
- Meilleur metteur en scène et régisseur au concours et festival Bravo ! (2015)[9].